# Beresfield
Beresfield är en ort i Australien. Den ligger i kommunen Newcastle och delstaten New South Wales, i den sydöstra delen av landet, omkring 120 kilometer norr om delstatshuvudstaden Sydney. Antalet invånare är 3 117.
Runt Beresfield är det tätbefolkat, med 790 invånare per kvadratkilometer.. Närmaste större samhälle är Newcastle, omkring 18 kilometer sydost om Beresfield.
I omgivningarna runt Beresfield växer huvudsakligen savannskog. Genomsnittlig årsnederbörd är 1 277 millimeter. Den regnigaste månaden är februari, med i genomsnitt 223 mm nederbörd, och den torraste är juli, med 46 mm nederbörd.